# Paisco Loveno
Paisco Loveno là một đô thị trong tỉnh tỉnh Brescia thuộc vùng Lombardia, Ý. Đô thị này có diện tích 35 km², dân số 257 người. Các đơn vị dân cư trực thuộc là: Ardinghelli, Case di Bornia, Case del Longo, Grumello, Loveno, Perdonico. Các đô thị giáp ranh gồm: Berzo Demo, Capo di Ponte, Cerveno, Corteno Golgi, Malonno, Ono San Pietro, Schilpario, Sellero, Teglio